# باغ زرد
 باغِ زَرد  نام منطقه‌ای زراعتی در بخش کوخرد شهرستان بستک در غرب استان هرمزگان در جنوب ایران واقع شده‌است.

## محدوده باغِ زَرد
از شمال رودخانه مهران، از جنوب تنب جلالی و سد بز، از مغرب جابر و (پشتخه جابر)، و از سمت مشرق به (پشتخه مدی آباد) و مزاجان محدود می‌گردد.

## خزان باغ زرد
باغ زرد در دشت جنوبی در بادیه کوخرد و در شمال رودخانه مهران و در زیر تنب جلالی و در شمال سد بز واقع است. نخلستان (علی شاهی) از سمت شمال رودخانه مهران قرار دارد.
در زمان بسیار قدیم این منطقه آباد بوده و نخلستان‌های وسیعی داشته که از آب سد بز آبیاری می‌شده‌است.
ولی بعلت شکسته شدن سَد بُز در سال ۱۳۰۱ هحری قمری تقریباً تمام نخلها می‌میرند وقمست کمی از نخلهای باغ زرد باقی‌مانده‌است.
آثار این سد تاریخی در جنوب باغ زرد و در مشرق تنب جلالی باقی‌مانده‌است و از روزگاران دیرین شاهد رونق و آبادانی این منطقه کشاورزی بوده‌است.

## حاجی جعفر گَپ و سد باغ زرد
(حاجی جعفر گَپ)، این سد را بنیاد نهاده بودند در سال ۱۱۰۰ هجری قمری و به‌وسیله آن آب دره بست گز به سوی نخلهای باغ زرد برده بودند، این سد از سنگ و ساروج ساخته شده‌است.
مردم باغ زرد در زمان قدیم دیواری از سنگ و ساروج در درواه باغ زرد ساخته بودند که آب سَدبُز از آن عبور می‌دادند به سوی نخلها، در این دیوار دهانه‌هایی ایجاد کرده بودند که آن را «چَشک» می‌نامیدند، در موسم باریدن باران آب سدبز پشت این چشک به انبار می‌زدند و وقتی که آب از گِل‌ولای و شل کاملاً تصفیه می‌شد آن وقت دهانه‌های چشک به ترتیب یکی بعد از دیگری باز می‌کردند و آب تصفیه شده به نخلها و بوستان‌ها می‌دادند، آثار این چشک که به (چَشکَ سَدبُز) معروف است هنوز در باغ زرد باقی‌مانده‌است؛ و این نیز یکی از آثارهای باستانی کوخرد به‌شمار می‌آید، گفتاره‌است که همیشه دو جفت گاو نر برای شُومِز (شُخم) آماده بسته بودند، یک جفت از این گاوها تعلق داشته بوده به قبیله آل جعفر و جفت دیگر تعلق داشته بوده به قبیله آل دَهباشی، و در سال دو بار شخم (شومز) به نخلهای شان می‌زدند، یک بار در فصل زمستان، و یک بار در فصل تابستان، وقتی که طوفان زیاد می‌آمد و گرد (شاخه) نخلها می‌شکست بعد از طوفان می‌رفتند و گردهای شکسته شده باطناب می‌بستند به گردهای دیگر که نیفتد تا اینکه آن گردهای شکسته شده در بالای نخل خشک شود، مردم کوخرد اینجوری نخلهای شان دوست داشتند و از آن‌ها حفاظت می‌کردند، می‌گویند در زمان آبادانی سد بز این قدر نخلهای باغ زرد ثمر می‌دادند که تمام بندهای نخلستان باغ زرد از رطب زردی می‌زده و سراسر منطقه باغ زرد از رنگ رطب زرد بوده، بدین جهت این منطقه «باغ زرد» نامیده شده‌است.

## فهرست منابع و مآخذ
- محمدیان، کوخری، محمد، “ «به یاد کوخرد» “، ج۲. چاپ اول، دبی: سال انتشار ۲۰۰۳ میلادی.
- محمدیان، کوخری، محمد. (کوخرد سرزمین شاعران)  ج۱. چاپ اول، دبی: سال انتشار ۲۰۰۵ میلادی.
- نگاره‌ها از: یعقوب محمدیان، خالد یوسفی و محمد محمدیان.
- الکوخردی، محمد، بن یوسف، (کُوخِرد حَاضِرَة اِسلامِیةَ عَلی ضِفافِ نَهر مِهران Kookherd, an Islamic District on the bank of Mehran River) الطبعة الثالثة، دبی: سنة ۱۹۹۷ للمیلاد.